# Fehér
Fehér (ungarisch für „weiß“) ist ein ungarischer Familienname, analog dem deutschen Familiennamen Weiß.

## Namensträger
- Christine Fehér (* 1965), deutsche Kinder- und Jugendbuchautorin
- Csaba Fehér (* 1975), ungarischer Fußballspieler
- Emily Feher (* 1985), US-amerikanische Wasserballspielerin
- Ferenc Feher (1933–1994), ungarischer Philosoph
- Franz Fehér (1903–1991), ungarisch-deutscher Chemiker
- Friedrich Fehér (1889–1950), österreichischer Schauspieler und Filmregisseur
- Gabriela Feher (* 1988), serbische Tischtennisspielerin
- George Feher (1924–2017), US-amerikanischer Biophysiker
- Géza Fehér (Archäologe) (1890–1955), ungarischer Archäologe
- Géza Fehér (Generalmajor) (1932–2000), ungarischer Generalmajor
- Géza Fehér (Musiker) (* 1971), ungarischer Gitarrist
- Hans Feher (1922–1958), österreichischer Schauspieler
- Ilona Feher (1901–1988), ungarische Violinistin
- István M. Fehér (1950–2021), ungarischer Philosoph
- István Fehér (Ringer) (1954–2021), ungarischer Ringer
- Klára Fehér (1919–1996), ungarische Schriftstellerin
- Lajos Fehér (1917–1981), ungarischer kommunistischer Politiker
- László Fehér (* 1953), ungarischer Maler
- Manfred Feher, österreichischer Tischtennisspieler
- Miklós Fehér (1979–2004), ungarischer Fußballspieler
- Zoltán Fehér (* 1981), ungarischer Fußballspieler
- Zsolt Fehér (* 1975), ungarischer Fußballspieler